# ماساأكي إيديغوشي
ماساأكي إيديغوشي (باليابانية: 井手口 正昭) (10 أغسطس 1988 في فوكوكا في اليابان – )؛ هو لاعب كرة قدم ياباني سابق كان يلعب كلاعب وسط.

## وصلات خارجية
- ماساأكي إيديغوشي على موقع رابطة كرة القدم اليابانية للمحترفين (اليابانية)
- ماساأكي إيديغوشي على موقع قاعدة بيانات كرة القدم.إي يو (الإنجليزية)
- ماساأكي إيديغوشي على موقع Soccerway.com (الإنجليزية)
- ماساأكي إيديغوشي على موقع عالم كرة القدم.نت (الإنجليزية)